# 洛俄依甘乡
洛俄依甘乡，是中华人民共和国四川省凉山彝族自治州美姑县下辖的一个乡镇级行政单位。

## 行政区划
洛俄依甘乡下辖以下地区：
洛俄依甘村、阿居曲村、新农村、阿卓瓦乌村、嘎姑乃拖村、格木村、依波窝村、扎则村、马洛村和瓦吉吉村。